# Bozieș (okręg Bistrița-Năsăud)
Bozieș (węg. Magyarborzás) – wieś w Rumunii, w okręgu Bistrița-Năsăud, w gminie Chiochiș. W 2011 roku liczyła 663 mieszkańców.